# ゴースト・オブ・マーズ
『ゴースト・オブ・マーズ』（Ghosts of Mars）は、2001年にアメリカ合衆国で制作されたSF映画ホラー作品である。

## あらすじ
西暦2176年、地球人は火星に植民地を築き天然資源を採掘をしている。火星警察のバラード警部補が到着した鉱山町のシャイニング渓谷は死体だらけのゴーストタウンと化している。学者が探索中に誤って火星先住民族の亡霊を封印から解き放ち、刑務所内のウイリアムズと数人の犯罪者が生き残る。バラードと犯罪者たちは協力してゴーストと死闘を繰り広げる。

## キャスト
※括弧内は日本語吹替
- メラニー・バラード警部補 - ナターシャ・ヘンストリッジ（湯屋敦子）
- ジェームズ・“デゾレーション”・ウィリアムズ - アイス・キューブ（塩屋浩三）
- ジェリコ・バトラー - ジェイソン・ステイサム（内田直哉）
- バシラ・キンケイド - クレア・デュヴァル（朴璐美）
- ヘレナ・ブラドック指揮官 - パム・グリア（藤生聖子）
- ウィットロック - ジョアンナ・キャシディ（宮寺智子）
- 尋問官 - ローズマリー・フォーサイス（翠準子）
- ビッグ・ダディ・マーズ - リチャード・セトロン
- アクーシェイ - ワンダ・デ・ジーザス（佐藤しのぶ）
- マイケル・デスカンソ - リーアム・ウェイト（佐久田修）
- ウノ - デュアン・デイヴィス（辻親八）
- ドス - ロボ・セバスチャン（青山穣）
- トレス - ロドニー・A・グラント（星野充昭）
- マクシムズ - ピーター・ジェイソン（稲葉実）

## スタッフ
- 監督：ジョン・カーペンター
- 製作：サンディ・キング
- 脚本：ラリー・サルキス、ジョン・カーペンター
- 撮影：ゲイリー・B・キッブ
- 音楽：ジョン・カーペンター、アンスラックス

## 評価
レビュー・アグリゲーターのRotten Tomatoesでは109件のレビューで支持率は23%、平均点は3.80/10となった。Metacriticでは26件のレビューを基に加重平均値が35/100となった。

## 雑記
- アメリカでは公開2週間で上映打ち切りになる。
- 当初メラニーを演じる予定のコートニー・ラブが怪我のために降板するも､撮影2週間前、デスカンソ役リーアム・ウェイトの推薦により、当時婚約中であったナターシャ・ヘンストリッジが起用される。ナターシャ・ヘンストリッジは撮影までの準備期間が少ない中､大半のアクションを自らこなし、DVDオーディオ･コメンタリー収録時には妊娠中である。
- 登場する敵キャラクターは、憑依する肉体が滅べば新たな肉体に憑依するもので不死のゾンビでは無いが、日本公開当時、映画誌などで多くのプロレビュアーが「ゾンビ映画」として紹介している。